# Secrétaire d'État (Irlande)
 (octobre 2020).
Pour les articles homonymes, voir Secrétaire d'État.
Un secrétaire d'État (en anglais : Minister of State , en irlandais : Aire Stáit) est un poste gouvernemental en Irlande attaché à un ou plusieurs Départements d'État du gouvernement de l'Irlande et assiste un ministre de ce gouvernement.

## Nomination
Contrairement aux hauts ministres du gouvernement qui sont nommés par le président de l'Irlande sur l'avis du Taoiseach et avec l'approbation préalable du Dáil Éireann, les secrétaires d'État sont nommés directement par le gouvernement, sur proposition du Taoiseach. Les membres de l’une des deux chambres de l’Oireachtas (Dáil ou Seanad) peuvent être nommés secrétaire d'État dans un département d'État; à ce jour, la seule sénatrice nommée secrétaire d'État a été Pippa Hackett, qui a été nommée en juin 2020 au gouvernement du 33e Dáil. Les secrétaires d'État restent en fonction après la dissolution du Dáil jusqu'à ce qu'un successeur soit nommé. Si le Taoiseach démissionne de ses fonctions, un secrétaire d'État est également réputé avoir démissionné de ses fonctions.
Les pouvoirs et fonctions d'un ministre du gouvernement peuvent être délégués à un secrétaire d'État par un texte réglementaire. Si le ministre du gouvernement démissionne, ces pouvoirs doivent à nouveau être délégués lors de la nomination d'un nouveau ministre du gouvernement. Certains secrétaires d'État sont de facto chefs de département. Au 31e gouvernement, Leo Varadkar était ministre de la Défense, mais la gestion quotidienne du département était assurée par Paul Kehoe, secrétaire d'État au ministère de la Défense.